# Arcana (Varèse)
Pour les articles homonymes, voir Arcana.
Arcana est une œuvre pour grand orchestre d'Edgard Varèse composée en 1925-1927.
Le compositeur l'écrit en pensant aux arcanes, ou mystères de l'alchimie, et cite en épigraphe un extrait de l’Astronomie hermétique de Paracelse: « il y a six étoiles établies. Outre celles-ci il y a encore une autre étoile, l'imagination, qui donne naissance à une nouvelle étoile et à un nouveau ciel ».
Elle est créée à Philadelphie le 8 avril 1927 sous la direction de Leopold Stokowski. Elle est depuis considérée comme une œuvre majeure de la musique moderne. La première française a lieu le 25 février 1932 à Paris, sous la direction de Nicolas Slonimsky.

## Instrumentation
| Instrumentation de Arcana                                                                         |
| Cordes                                                                                            |
| 16 premiers violons, 16 seconds violons, 14 altos, 12 violoncelles, 10 contrebasses               |
| Bois                                                                                              |
| 3 flûtes, 2 piccolos, 3 bassons, 2 contrebassons, 4 hautbois, 4 clarinettes, une clarinette basse |
| Cuivres                                                                                           |
| 8 cors, 5 trompettes, 4 trombones (ténor, contrebasse) deux tubas (basse, contrebasse)            |
| Percussion                                                                                        |
| 4 triangles, güiro                                                                                |

## Discographie sélective
- Jean Martinon, Orchestre symphonique de Chicago, RCA, 1966
- Zubin Mehta, Orchestre Philharmonique de Los Angeles, Decca, 1971
- Pierre Boulez, Orchestre Philharmonique de New York, Sony, 1977
- Riccardo Chailly, Orchestre du Concertgebouw d’Amsterdam, Decca, 1992
- Kent Nagano, Orchestre National de France, Erato/Apex, 1992
- Pierre Boulez, Orchestre symphonique de Chicago (avec Amériques, Déserts et Ionisation), Deutsche Grammophon, 1996
- Christopher Lyndon-Gee, Orchestre symphonique de la radio polonaise, Naxos, 2000